# Brigida's muisspecht
Brigida's muisspecht (Hylexetastes uniformis brigidai) is een zangvogel uit de familie Furnariidae (ovenvogels).

## Taxonomie
De soort werd in 1995 als door Cardoso da Silva, Novaes & Oren geldig beschreven als aparte soort. De naam is een eerbetoon aan de ontdekker Manoel Santa Brigida. Volgens in 2020 gepubliceerd onderzoek is de soortstatus aanvechtbaar en sindsdien staat dit taxon als ondersoort op de IOC World Bird List.

## Kenmerken
De vogel is 25-30 cm lang en weegt 95 tot 118 gram. Het is een forse vogel met een grote kop en een stevige snavel en dito poten en een korte staart die er vaak versleten uitziet. De vogel is bijna egaal bruin en alleen op de keel en bij het oog heeft deze soort lichte vlekjes en op de buik een duidelijk patroon van fijne streepjes.

## Verspreiding en leefgebied
Deze vogel is endemisch in Brazilië en komt enkel voor in de noordelijke staten Pará en Mato Grosso. De natuurlijke leefomgeving bestaat voornamelijk uit subtropische of tropische laagland bossen op een hoogte tot 600 meter boven zeeniveau in het bioom Amazone.

## Status
Deze soort is gevoelig voor habitatverlies. De grootte van de populatie is niet gekwantificeerd, maar door habitatfragmentatie nemen de aantallen af. De soort heeft geen vermelding als soort op de Rode Lijst van de IUCN.